# جوزيف-ليونارد دوغواي
جوزيف-ليونارد دوغواي هو طبيب أسنان وسياسي كندي، ولد في 8 أكتوبر 1900 في شاندلر في كندا، وتوفي في 3 ديسمبر 1946 في مونتريال في كندا. نشط حزبياً في حزب كندا المحافظ. وقد انتخب عمدة وانتخب عضو الجمعية الوطنية في كيبك ‏ وانتخب عضو مجلس العموم الكندي.